# Nazi-Maruttash

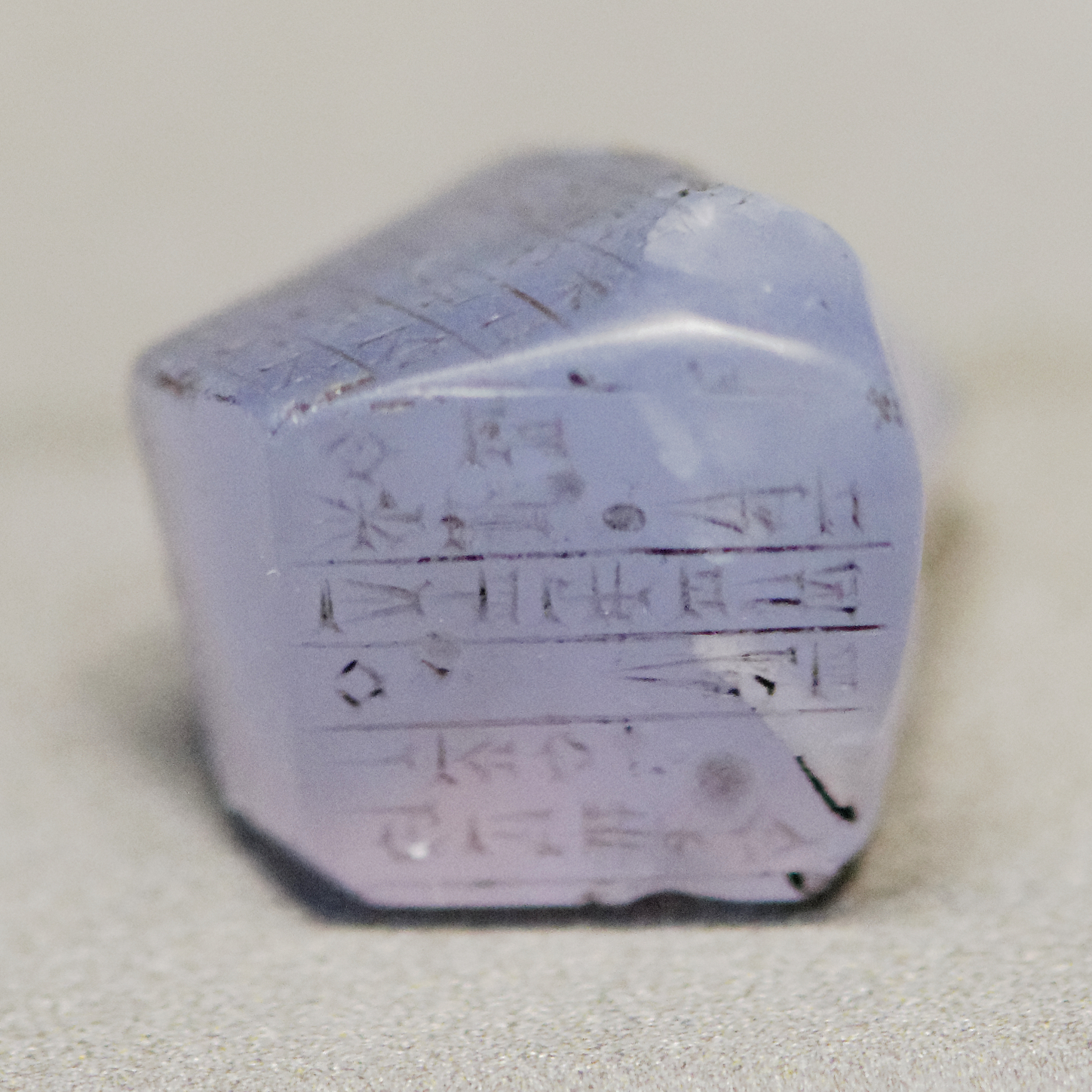
Inscripción votiva de Nazi-Maruttash
Museo del Louvre

Nazi-Maruttash fue hijo y sucesor de Kurigalzu II como rey de Babilonia, Akkad, País del Mar y Khana. Reinó en el período 1307 a. C.-1282 a. C. (cronología corta).
Según una inscripción votiva guardada en el Museo del Louvre, llevaba el título de <<rey del mundo>>. Fue el 23.º de la dinastía, como hijo y sucesor de Kurigalzu II, y reinó durante veintiséis años
Luchó contra Asiria; invadió el país de Namri (al este de Nippur y al norte de Elam, en la zona de influencia Asiria) pero el rey Adad-nirari I le derrotó capturando su campamento y estandartes, imponiéndole un tratado de límites, que se ha conservado. En el tratado se detallan con mucha precisión los límites, y fue completado con la colocación de estelas y señales.
Le sucedió Kadashman-Turgu, probablemente su hijo.